# Meridian (Idaho)
Meridian es una ciudad ubicada en el condado de Ada en el estado estadounidense de Idaho. En el Censo de 2010 tenía una población de 75 092 habitantes y una densidad poblacional de 1080 personas por km². Se encuentra a la orilla izquierda del río Boise, un afluente del curso medio del Snake, a su vez, afluente del Columbia.

## Geografía

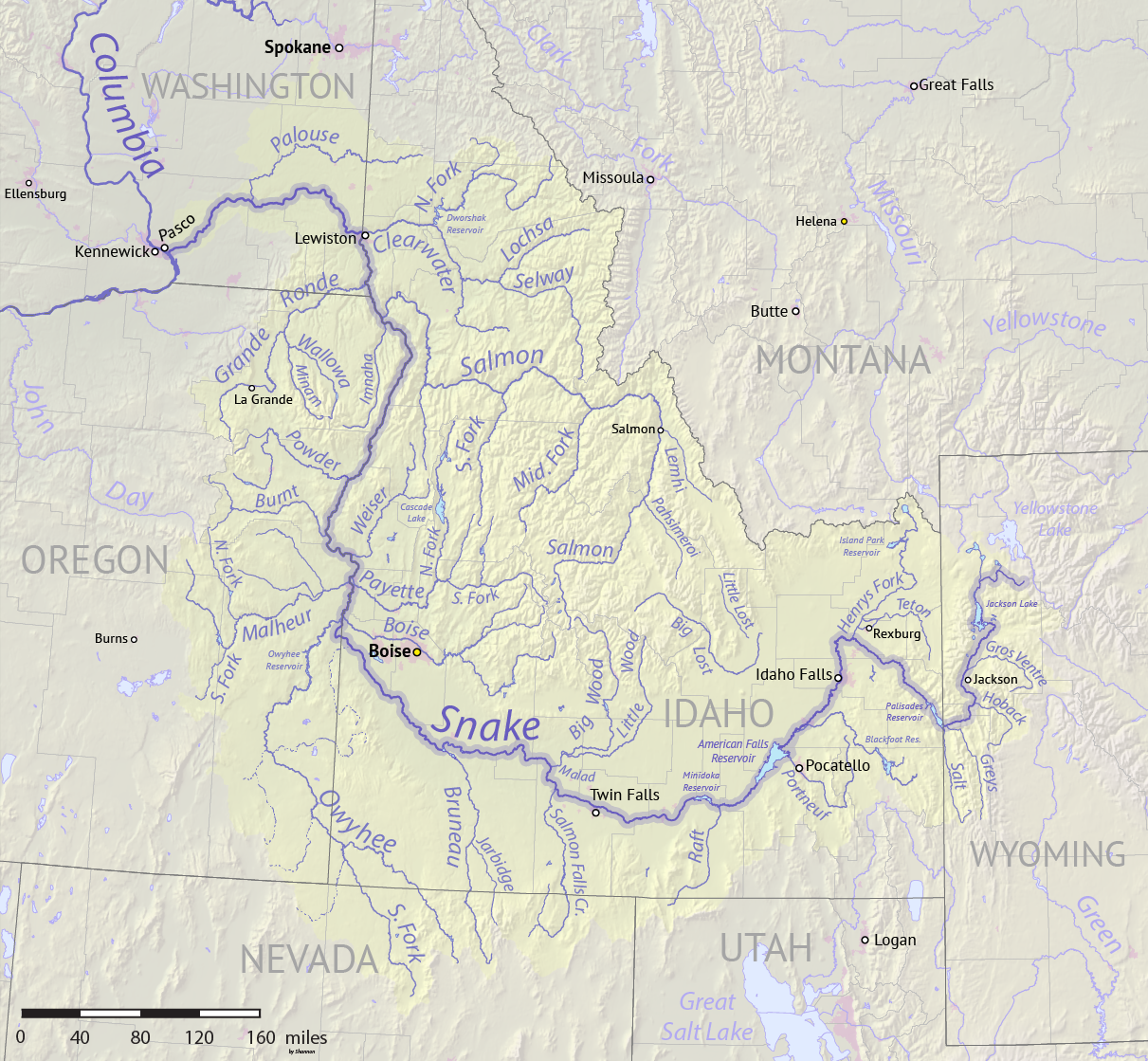
Mapa de la cuenca del río Snake donde aparece Meridian, a la orilla izquierda del río Boise, un afluente del curso medio de este

Meridian se encuentra ubicada en las coordenadas 43°37′4″N 116°23′50″O / 43.61778, -116.39722. Según la Oficina del Censo de los Estados Unidos, Meridian tiene una superficie total de 69.52 km², de la cual 69.39 km² corresponden a tierra firme y (0.19%) 0.13 km² es agua.

## Demografía
Según el censo de 2010, había 75092 personas residiendo en Meridian. La densidad de población era de 1.080,1 hab./km². De los 75092 habitantes, Meridian estaba compuesto por el 92.0% blancos, el 0.76% eran afroamericanos, el 0.5% eran amerindios, el 1,8% eran asiáticos, el 0.14% eran isleños del Pacífico, el 1.9% eran de otras razas y el 2.9% pertenecían a dos o más razas. Del total de la población el 6.8% eran hispanos o latinos de cualquier raza.